# نونگونگ
نونگونگ (به لاتین: Nongong) یک منطقهٔ مسکونی در کره جنوبی است که در دئگو واقع شده‌است. نونگونگ ۴۳٫۸۷ کیلومتر مربع مساحت و ۲۴٬۷۷۸ نفر جمعیت دارد.